# Brazil R/S
Brazil R/S (Brazil rendering System) es un sistema de renderización fotorrealista de alta calidad, creado por SplutterFish, capaz de implementar raytracing e iluminación global a altas velocidades.
Es usado por los artistas de gráficos por computadora para generar contenido para imprimir, contenidos en línea, soluciones de radiodifusión y largometrajes. Algunos ejemplos a destacar son Star Wars: Episode III - Revenge of the Sith, Sin City, Superman Returns y Los Increíbles.